# Itame inquinaria
Itame inquinaria là một loài bướm đêm trong họ Geometridae.